# Monte San Martino (Elba)
Il Monte San Martino è un rilievo dell'isola d'Elba.

## Descrizione
Situato nella parte centrale dell'isola, raggiunge un'altezza di 365 metri sul livello del mare.
Notevole è la presenza del carpino nero.
Il toponimo, attestato dal 1840 come Monte di San Martino, fa riferimento alla località San Martino presso cui si trova la napoleonica Villa di San Martino.